# 坎德尔·巴洛奇
福齐阿·阿泽姆（英語：Fouzia Azeem，1990年3月1日—2016年7月15日），网名坎德尔·巴洛奇（英語：Qandeel Baloch），巴基斯坦模特兒、演员、女权活动家兼网络红人，因发布讨论她的日常生活和各种争议问题的视频广为人知。
巴洛奇起初于2013年获得媒体认可，当时她为《巴基斯坦偶像》节目试镜的视频在网上迅速传播，让她成为网络红人。她是被搜索次数最多10大巴基斯坦人之一，她视频和贴文内容获得的评价褒贬不一。
2016年7月15日，巴洛奇在木尔坦父母家睡觉时被自己的兄弟掐死。她的兄弟瓦西姆对犯下谋杀案的事实供认不讳，表示她给“家族名誉蒙羞”。

## 早年
巴洛奇1990年3月1日生于旁遮普省德拉加齐汗南部保守小镇沙阿萨达尔丁。她有十二个兄弟姐妹。她的第一份工作是公交车女乘务员。

## 生涯
巴洛奇的名气来源于她的社交媒体帖子——图片、视频和评论。这些内容被巴基斯坦大多数保守社群认为大胆。一些国际媒体拿她跟金·卡戴珊相比，不过当地评论员表示她比卡戴珊更张扬，“反对社会规范”，活在自己的专属圈子中。
2016年6月，巴洛奇在酒店套房会见高级穆夫提阿卜杜勒·卡维，深入了解她的信仰。由于他们的照片在网上迅速传播，两人之间的互动在社交媒体平台上引发混乱。她还戴了一顶穆夫提签名的帽子。会面导致穆夫提被巴基斯坦一个宗教委员会停职。会面过后，巴洛奇表示她曾收到来自卡维和其他人的死亡威胁。大约在同一时间，巴洛奇的前夫在媒体上大谈特谈两人的婚姻，透露了两人关系的暧昧细节。巴洛奇声称丈夫残暴对待她，并公开哭诉婚姻之痛。2016年7月14日左右，巴洛奇打电话给《论坛快报》一名记者，表示她担心自己的生活。她告诉记者自己曾寻求警方保护，但未得到回复，便决定在开斋节假期过后与父母移居海外，因为她感觉巴基斯坦不安全。
此前在社交媒体上传播的一个段子是她发誓如果巴基斯坦在2016年3月19日赢得对阵印度的2020板球赛，她将为国家跳脱衣舞，并把她的舞蹈献给板球运动员沙希德·阿弗里迪。她在社交媒体上发的一段挑逗视频成為網路爆紅短片，但巴基斯坦输掉比赛。一些印度媒体出于她的争议个性和相似性，把波南·班代跟她比较。
随着她的媒体存在感不断提升，巴洛奇开始利用她的地位评论妇女在巴基斯坦社会中的处境。她在去世的那个星期发表名为《禁播》（Ban）的音乐录影带，嘲笑妇女在该国的诸多限制。
在接受争议主播穆巴希尔·鲁格曼采访时，巴洛奇将珊妮·里昂、拉琦·萨万特和普娜姆·潘迪奉为教母。她还表示许多组织、人士和媒体组织邀请她上他们的节目以提高收视率。

## 私生活
巴洛奇于2008年与阿希克·侯赛因结婚，时年17岁，育有一子。一年后巴洛奇离开丈夫，声称他残暴。有报道指出巴洛奇是为了第二段婚姻而离婚。

## 逝世
2016年7月15日，巴洛奇在木尔坦父母家中睡觉时被兄弟瓦西姆掐死。父亲阿泽姆通报了她的死亡，但此时距离巴洛奇死亡已逾15到36小时，嫌犯早已逃遁。起初案件据报是枪击案，但尸检报告证实巴洛奇是在睡梦中被人掐死，案发时间是7月15日到16日晚上11点15分到11点30分左右，尸体被发现时距离她死亡已有15或16个小时。巴洛奇的嘴和鼻子有被挤压過的痕迹，使得她窒息，因此推断她被勒死。警方表示谋杀案属名誉杀人。
针对她兄弟瓦西姆（Waseem）和阿斯拉姆·沙欣（Aslam Shaheen）的初步调查报告指出，沙欣曾说服瓦西姆谋杀妹妹。巴洛奇的父亲阿泽姆（Azeem）向警方表示两个儿子要为妹妹的死负责，他们是为了钱财谋杀她的。父亲告诉媒体：“我的女儿很勇敢，我永远不会忘记或原谅她被残忍杀害的事实”。
7月16日晚间，瓦西姆被捕。他供认谋杀妹妹，表示：“她给我们家族的名声抹黑，我再也不能容忍了。我在星期五晚上11点30分左右杀了他，当时其他人都上床睡觉了。我的兄弟没有参与谋杀。”
巴洛奇谋杀案受到网络红人和全球人民的谴责，但同时一些巴基斯坦人更倾向支持谋杀她。比拉瓦尔·布托·扎尔达里、夏木拉·法鲁基、莱罕姆·罕、珊南·巴洛奇、奥斯曼·哈立德·布特、梅沙·沙菲、纳迪亚·侯赛因和阿里·扎法尔等媒体界名人和其他人均谴责事件，其中导演兼社会活动家莎敏·奥巴伊德-奇諾伊表示：“我真觉得在这个国家没有女人是安全的，直到我们开始树立模范，直到我们开始把谋害女性的男人送进监狱，否则我们口口声声说不再有谋杀案，有些人仍敢于在铁窗中度过余生。”她还说：“没有一天你拿起一张报纸看不到女性遇害的新闻......这是一种流行怪病。”
英国首相表示：“所谓的荣誉杀人绝对不是荣誉，应该被叫做恐怖行为。”她还表示，女性被她们的男性亲属以捍卫家族荣耀的目的谋杀是“犯罪”。巴基斯坦总理女儿玛丽安·纳瓦兹·谢里夫宣布：“我们已经在协商的基础上完成（反对荣誉杀人）的法律草案，最终草案将于7月21日交由议会联合会议委员会审议和批准。”
拉合尔和卡拉奇举行了守夜仪式。《每日邮报》、《卫报》、《今日美国》、《纽约时报》、《时代周刊》、《华盛顿邮报》、《印度时报》、《好莱坞报道者》、《环球邮报》等国际媒体均关注本次事件，表达了对事件的谴责。